# Petite suite
Die Petite suite ist ein Klavierwerk des französischen Komponisten Claude Debussy für Klavier zu vier Händen aus dem Jahr 1889 mit den Sätzen En Bateau – Cortège – Menuet – Ballet.

## Entstehungsdaten
Nach Aufenthalten ab 1880 in der Schweiz, Rom und Russland kehrte Debussy 1887 zurück nach Paris, wo er 1888 mit der Arbeit an dem Klavierwerk Petite suite begann. 1889 erschien das Werk bei Durand. Die Uraufführung fand in einer musikalischen Salonveranstaltung statt. Gespielt haben Jacques Durand, der Sohn des Verlegers, und der Komponist, Claude Debussy selbst.

## Charakter derPetite suite
Claude Debussy steht in der Tradition der französischen Musik, was sich auch in diesem Klavierwerk zeigt. Deutliche Merkmale sind die einfache Harmonik auf der einen Seite und das „Tänzerische in den elastischen Rhythmen“ sowie die leichten Akzente auf der anderen Seite. Oberste Forderung der französischen Musik der Zukunft war im 19. Jahrhundert Vergnügen zu bereiten. Léon Vallas sieht dies in „der Kühnheit in den Akkorden oder in der rhythmischen Betonung“ und der „ungezwungenen Fülle einfallreicher Melodien“ durchgesetzt.

## Markante Merkmale der vier Sätze

### En Bateau – Im Boot
Überschrieben mit Andantino steht der erste Satz der Suite in einem Sechsachtel Takt und in G-Dur. Eine dreiteilige Liedform A-B-A' (A: T. 1–30; B: T. 31–76; A': T. 77–109) spiegelt sich in Tonartwechsel (A: G-Dur inkl. Rückung nach H-Dur (T. 13); B: D-Dur; A': G-Dur) und Charakter wider. Wo sich in beiden A-Teilen im Piano „auf sechszehntel Arpeggien eine träumerisch-wiegende sechsachtel-Kantilene“ „entfaltet“, kommt der B-Teil mit seinem punktierten Rhythmus im Forte sehr resolut daher.

### Cortège – Aufzugsmarsch
Der Marsch im Viervierteltakt hat die Grundtonart E-Dur und weicht nur über vier Takte (T. 39–42) nach As-Dur aus. Dieser zweite Satz weist ein prägnantes Thema auf, welches von einer schrittweise absteigenden Basslinie begleitet wird. Decsey charakterisiert den Marsch als „schwungvoll federnd“.

### Menuett
Typischerweise hat dieser Tanz einen Dreivierteltakt. Obwohl das Menuett in G-Dur steht, beginnt es in D-Dur, welches auch die Tonart einer ausweichenden Episode (T. 32–59) ist. Neben dem quintengeprägten „Rokokothema“ ist das Variieren das stärkste Kompositionsprinzip des Menuetts.

### Ballet
Der letzte Satz der Suite hat einen Walzercharakter, der allerdings immer wieder von einem Zweivierteltakt unterbrochen wird (Zu Beginn T. 1–47 & T. 107–142). Die beiden ergänzenden Abschnitte sind im Dreiachteltakt gehalten, so dass der Walzercharakter hier wirklich zum Tragen kommt. Beginnend in D-Dur, weicht Debussy für die erste Walzerepisode nach G-Dur aus. Mit einem „effektvollen Abschluss“ beendet Claude Debussy dieses Ballet und damit seine ganze Petite suite.

## Bearbeitungen
Ursprünglich ist die Petite suite für Klavier zu vier Händen komponiert. Neben einer Bearbeitung für Klavier zu zwei Händen, gibt es Adaptionen für kleines und großes Orchester, beispielsweise von Henri Büsser. Gerade in der Stummfilmzeit wurde die Orchesterfassung gerne in den Kinos genutzt.